# Pachymedusa dacnicolor
Pachymedusa dacnicolor là một loài ếch thuộc họ Nhái bén. Nó là đại diện duy nhất của chi Pachymedusa. Đây là loài đặc hữu của México.
Môi trường sống tự nhiên của chúng là rừng khô nhiệt đới hoặc cận nhiệt đới, sông có nước theo mùa, đầm nước ngọt có nước theo mùa, khu vực trữ nước, và ao. Chúng hiện đang bị đe dọa vì mất môi trường sống.